# Czerwonka (Sochaczew)
Czerwonka – część miasta, dzielnica miasta Sochaczew w województwie mazowieckim, jedna z najstarszych miejscowości na terenie powiatu sochaczewskiego.

## Historia

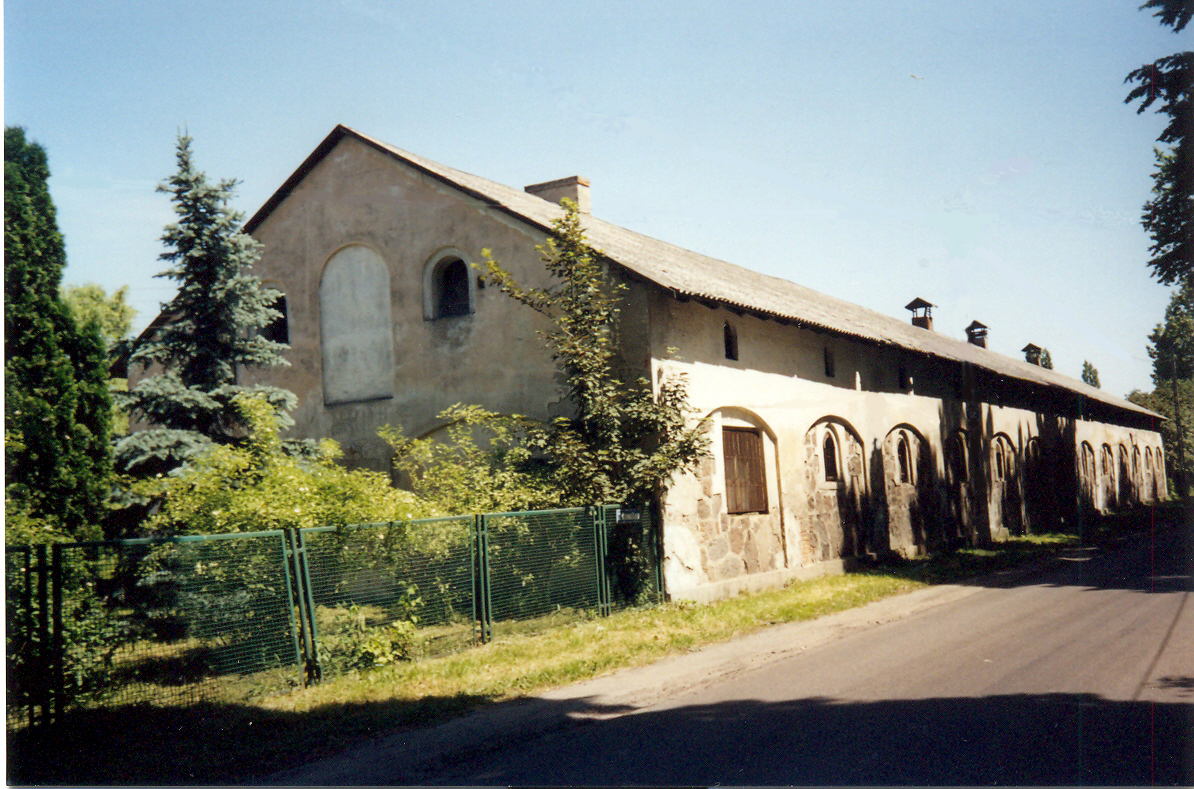
Murowana obora w sąsiedztwie dworu

Pierwsze wzmianki o miejscowości można odnaleźć już w średniowiecznych dokumentach. Papież Urban V wymienia w bulli z 1367 Sochaczew et Cirvonk przy okazji sporu o dziesięciny. Późniejsze dokumenty wskazują na książęcą, a od XV wieku królewską formę własności w Czerwonce. Dokładniejsze dane na temat opisywanego terenu przynosi XIX wiek. Około 1800 majątek należał do rodziny Błoszyńskich kiedy to wzniesiono obecne zabudowania. W 1817 przeszedł na własność marszałka powiatu błońskiego, Jana Nepomucena Toczyskiego. Sześć lat później, w 1823, Czerwonka została sprzedana generałowi brygady Augustowi Radwanowi, który zmarł w 1831. Wdowa po nim – Antonina Katarzyna Łączyńska – poślubiła gen. bryg. Stanisława Rychłowskiego i tym samym uczyniła go właścicielem dóbr. Od 1862 majątek był własnością rodziny Garbolewskich: Kazimierza Aleksandra, a następnie jego syna, Leonarda. Ostatnimi dziedzicami w Czerwonce byli Włodzimierz i Halina Garbolewscy.
1 stycznia 1921 część obszaru Czerwonki włączono do Sochaczewa.
W czasie okupacji niemieckiej dwór był siedzibą dygnitarzy hitlerowskich: starosty powiatu dra Hansa Scheua oraz Ericha von dem Bacha-Zalewskiego.
W okresie reformy rolnej, powierzchnia majątku wynosiła ok. 1800 ha gruntów w klasie od I do III. W 1946 pozostała część miejscowości ponownie została włączona do Sochaczewa, a w dworze i gospodarstwie o powierzchni 96 ha ulokowano Ośrodek Szkolenia Kadr Rolniczych. W 1955 utworzono tam Państwowe Technikum Rolnicze. Od 1974 gospodarzem obiektu jest sochaczewska Państwowa Szkoła Muzyczna I i II stopnia.

## Zabytki

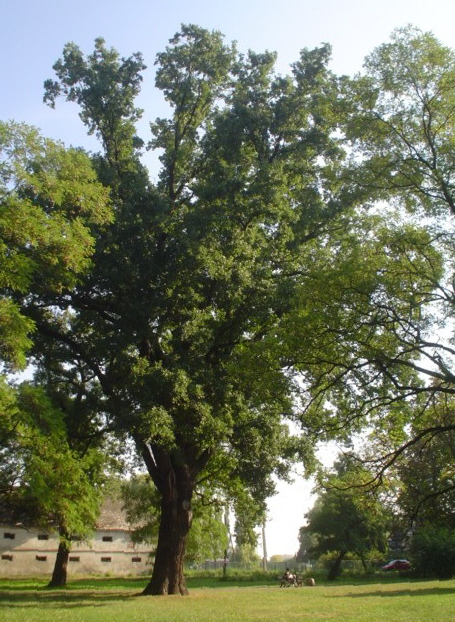
Sochaczew – dąb, w tle spichlerz

- dwór wzniesiony na początku XIX w.; w 1870 został rozbudowany. Przy klasycystycznym dworze znajduje się park z I połowy XIX w. z pomnikowymi okazami drzew (500-letni dąb).
- obora murowana z I poł. XIX w.
- spichlerz murowany z I poł. XIX w.